# أحمد خليل العقاد
أحمد خليل العقاد هو صحفي ومؤرخ فلسطيني، (1916 - 1976)
ولد في يافا عام 1916. تلقى علومه في يافا ثم أتمّها في الكلية الإسلامية في بيروت. صدر كتابه تاريخ الصحافة العربية في فلسطين في عمان عام 1966، رأس تحرير إحدى الصحف الفلسطينية في يافا وهي «الرأي العام» منذ تأسيسها في يافا عام 1946 وواظب على إصدارها حتى بعد النكبة، فقد انتقل إلى بيروت لاجئاً وهناك تابع إصدارها. في أواخر عام 1949 انتقل إلى الأردن وأقام في القدس وواصل إصدارها حتى صدور قرار بإلغاء امتياز عدد من الصحف والمجلات وكانت الرأي العام من بينها فتوقفت عن الصدور.
بعد النكبة 1948 لجأ العقاد مع أفراد أسرته (زوجته وبناته الثلاثة) إلى الأردن، وهناك أصيب بالشلل سنة 1960، وبقي كذلك حتى وفاته. سكن في مخيم اليرموك في دمشق وفيها توفي عام 1977 ودفن في مقبرة الدحداح.

## العمل
كان متعدد المهن فقد عمل بالنجارة عدة سنوات، وفي سنة 1935 عين معلما في مدرسة (سلمة) الأميرية –إلى الشرق من مدينة يافا- لكنه استقال من وظيفته هذه بعد سنة واحدة ليعمل محرراً صحفياً في يومية «الجامعة الإسلامية» التي كان يملكها الشيخ سليمان التاجي الفاروقي، وما لبث أحمد خليل العقاد أن انتقل منها إلى «جريدة فلسطين» التي كان مالكها ورئيس تحريرها رجا العيسى، ثم غادرها إلى يومية الدفاع التي كانت مملوكة لإبراهيم الشنطي الذي ترأس تحريرها أيضا وبقي العقاد فيها حتى عام 1936.
في بداية ثورة 1936- 1939 الوطنية الفلسطينية، اعتقلت سلطات الانتداب العقاد لثلاثة أيام مع ثلاثة صحافيين، وبعد الإفراج عنه سافر إلى بيروت حيث عمل مدرسا للغة العربية والتاريخ في مدرسة العزيزية، وعاد إلى فلسطين سنة 1940 وأصدر جريدة المهد وبعد سنتين أسس مكتب الصحافة والنشر في مدينة يافا، وهو أول مكتب عربي قام بأعمال الصحافة والنشر والدعاية في فلسطين. بعد أن وضعت الحرب العالمية الثانية أوزارها بعدة أشهر، أسس العقاد مجلة (الرأي العام) الأسبوعية، وكانت تلك المجلة رائدة المجلات الكاريكاتورية في فلسطين.
انخرط العقاد في الأنشطة النقابية حيث أسس سنة 1945 نقابة عمال النجارة الفلسطينية وانتخب سكرتيرا لها –وكان قد افتتح سنة 1945 مصنعا أو ورشة لصناعة الموبيليا - كما اشترك في تأسيس (جمعية العمال العرب الفلسطينيين) وانتخب عضوا في هيئتها الإدارية.

## الهجرة
هاجر إلى الأردن بعد النكبة حيث تابع إصدار مجلته الرأي العام، وقد استمرت بالصدور حتى أمرت السلطات بإلغاء امتياز عدد من الصحف والمجلات ومن بينها الرأي العام.
انتقل إلى دمشق وسكن مخيم اليرموك في نهاية الستينات من القرن الماضي، ظل مواظبا على الاهتمام بأخبار فلسطين وبالصحف الصادرة عنها وبكل من أرخ للصحافة العربية.

## مؤلفاته
صدر له ديوان الشعر الشعبي الوطني في فلسطين في بيروت عام 1939.
- في عام 1946، صدر في كتاب بعنوان من لرجال فلسطين،[4] يعرف برجالات فلسطين ويقدمهم لأبناء الأمة، وقد قدم صاحب الكتاب أحمد خليل العقاد في كتابه زهاء أربع مئة ترجمة لشخصيات فلسطينية عاملة في مختلف الميادين من علم وصناعة وتجارة وسياسة وما إلى ذلك، في أثناء حياتهم، بقصد إرشاد الناس إلى بعضهم بعض، وإقامة المعاملات والمنافع المتبادلة على أساس التعارف.

- تاريخ الصحافة العربية في فلسطين:[5][6] كان هذا الكتاب ثمرة جهد وبحث متواصلين داما عشرين سنة، جمع فيه أسماء الذين عملوا في الصحافة منذ نشأتها من كتاب ومحررين ومراسلين في كافة المدن والأقضية الفلسطينية.

طبع الكتاب مرتين في دمشق الأول عام 1966 والثانية عام 1967 والكتاب يقترب من مئتي صفحة ترجم لأعلام الصحافيين الفلسطينيين ممن عمل في فلسطين والبلاد العربية، كما أنه أرخ كل الصحف التي صدرت هناك وكذا التي أصدرها فلسطينيون في البلاد العربية.
من رجال الصحافة الذين ترجم لهم أو ذكرهم الأستاذ عيسى العيسى، ونجيب نصار، وفهمي الحسيني، وسليمان التاجي الفاروقي، والشيخ عبد الله القلقيلي، وبولس شحادة، وعادل جبر، وإبراهيم الشنطي، وعيسى البندك وعارف العارف، وغيرهم، أما الكتاب والأدباء الذين عملوا في الصحافة فذكر منهم 251 أديبا رتبهم على حروف المعجم مع ذكر المدن التي عملوا فيها.